# Thomas Lennard (1er comte de Sussex)
Thomas Lennard, 1er comte de Sussex, 15e baron Dacre, (13 mai 1654 – 30 octobre 1715) est un pair anglais.

## Biographie
Issu de la famille Lennard, qui porte pour armes D'or à la fasce de gueules chargée de trois fleurs de lys du premier, il est le fils de Francis, 14e lord Dacre, et Elizabeth Bayning, fille de Paul, 2e vicomte Bayning. Héritant de la baronnie à la mort de son père en 1662, il est créé comte de Sussex en 1674 lorsqu'il épouse Anne Palmer FitzRoy, fille illégitime du roi Charles II et de Barbara Palmer. 
De 1680 à 1685, il occupe la charge de Gentilhomme de la Chambre.
À sa mort en 1715, le titre de baron Dacre est partagé par ses deux filles, lady Barbara et lady Anne, jusqu'à la mort de la première en 1641. La baronnie revient alors avec la totalité des terres à la seconde, lady Anne Barrett-Lennard, 16e baronne Dacre.
Faute d'héritier mâle, le comté s'éteint quant à lui à la mort de Thomas, en 1715.
Le lord de Sussex est connu entre autres pour avoir été un joueur de cricket, qui s'est développé comme un sport majeur au cours de sa vie.